# Неделчо Колев
Неделчо Колев (26 березня 1953) — болгарський важкоатлет.
Бронзовий призер Олімпійських Ігор 1980 року в категорії до 75 кг.
Чемпіон світу 1973 (до 75 кг), 1974 до 75 кг років, срібний призер 1979 року в категорії до 75 кг, бронзовий призер 1975 (до 75 кг), 1980 до 75 кг років.
Чемпіон Європи 1973 (до 75 кг), 1974 до 75 кг років, срібний призер 1979 (до 75 кг), 1980 до 75 кг років, бронзовий призер 1975 року в категорії до 75 кг.
```
 Gold: ['N 1977', 'N 1970', 'N 1971']
 Silver: ['N 1972', 'N 1974', 'N 1979', 'N 1969']
 Bronze: ['N 1968']
```